# شيماء كوركماز
شيماء كوركماز (بالتركية Şeyma Korkmaz ) ولدت في 20 ديسمبر 1988 ، بمدينة أسكي شهر , تركيا . رائدة في مجال السينما التركية، وأبرعت في تجسيد مجموعة مختلفة ومتنوعة من الأدوار السينمائية وشخصيات بارزة بعديد من المسلسلات .

## أدوارها وبطولتها
من أشهر الأدوار التي جسدتها بمجال المسلسلات التلفزية .
(Beni Affet) (TV Dizisi) (Feride)
(Hayata Beş Kala) (TV Dizisi) (Yagmur)
المؤسس عثمان بدور مارى (شخصية خيالية)

## وصلات خارجية
- شيماء كوركماز على موقع IMDb (الإنجليزية)